# Medulin
Medulin (tal. Medolino) je naselje i općina u Istarskoj županiji, zapadna Hrvatska.

## Općinska naselja
U sastavu općine Medulin nalaze se još i naselja Banjole, Pješčana Uvala, Pomer, Premantura, Valbonaša, Vinkuran i Vintijan.

## Zemljopis
Medulin se nalazi u južnoj Istri, oko 8 km jugoistočno od Pule. 

## Stanovništvo
| broj stanovnika | 1506  | 1854  | 2071  | 2502  | 2905  | 3288  | 2752  | 2837  | 2085  | 1966  | 2126  | 2039  | 2443  | 3407  | 6004  | 6481  | 6552  |
|                 | 1857. | 1869. | 1880. | 1890. | 1900. | 1910. | 1921. | 1931. | 1948. | 1953. | 1961. | 1971. | 1981. | 1991. | 2001. | 2011. | 2021. |

| broj stanovnika | 599   | 737   | 886   | 1091  | 1219  | 1381  | 1299  | 1189  | 935   | 874   | 909   | 889   | 1362  | 1885  | 2580  | 2777  | 2830  |
|                 | 1857. | 1869. | 1880. | 1890. | 1900. | 1910. | 1921. | 1931. | 1948. | 1953. | 1961. | 1971. | 1981. | 1991. | 2001. | 2011. | 2021. |

## Gospodarstvo
Medulinska posujilnica (1898. – 1918.), hrvatska štedno-kreditna ustanova iz Medulina, nositeljica hrvatskoga narodnog preporoda u medulinskom, ližnjanskom i šišanskom kraju.

## Poznate osobe
- mons. Antun Bogetić, umirovljeni porečko-pulski biskup
- Blaž Cukon, prof. književnosti i publicist[4]
- dr Ivan Cukon (Zuccon), hrvatski odvjetnik, političar i novinar
- prof. Josip Demarin, hrv. pedagog i pedagoški pisac, leksikograf, prevoditelj[4]
- Mate Demarin, hrv. pedagog
- Milan Grakalić, hrvatski arhitekt i glazbenik
- Luka Kirac, svećenik, hrv. preporoditelj, političar i povjesničar
- Kazimir Lazarić, ekonomist[4]
- Matko Rojnić[4]
- Zdenko Vitasović, agronom[4]
- Antun Žmak, hrv. učitelj i narodni preporoditelj[5]
- Renato Percan, hrvatski slikar, živio je i radio u Medulinu, kao profesor likovnog i kao samostalni umjetnik[6]

## Obrazovanje
Osnovna škola dr. Mate Demarina nalazi se na ulazu u Medulin.

## Kultura
Dana 1. veljače 2018. godine, na frekvenciji 95,0 MHz započela je s emitiranjem radio postaja Medulin FM. Uloga Medulin FM-a je informiranje, educiranje i povezivanje zajednice.

## Šport
U Medulinu je kompleks nogometnih igrališta na kojima pripreme odrađuju neki nogometni klubovi iz Hrvatske i susjednih zemalja. Nekada su tu dolazili klubovi iz cijele Jugoslavije. Od 2015. godine se igra turnir naziva Arena Cup za klubove koji su na pripremama u Medulinu.
U Medulinu djeluje NK Medulin 1921 i Kickboxing klub "Lav" Medulin.
Medulin je najpoznatija i najposjećenija lokacija u Hrvatskoj za surfanje na valovima (četrdeset dana u godini). Tradiciju surfanja u Medulinu pokrenuli su Slovenci, pa preuzeli hrvatski skejteri oko 1997. godine.

## Turizam
Medulin je jedno od poznatijih turističkih središta u Istri.

## Vanjske poveznice
- Službena stanica Općine Medulin
- Turistička zajednica Općine Medulin
- Župa Medulin  Arhivirana inačica izvorne stranice od 13. listopada 2014. (Wayback Machine)